# Lunar Landing Research Facility

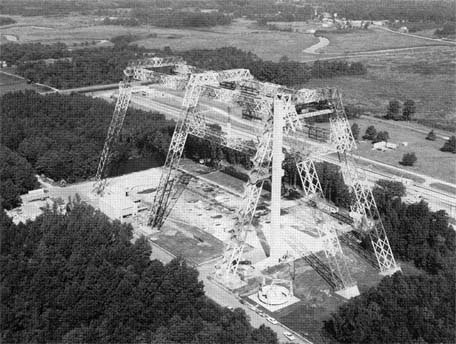
LLRF im Langley Research Center

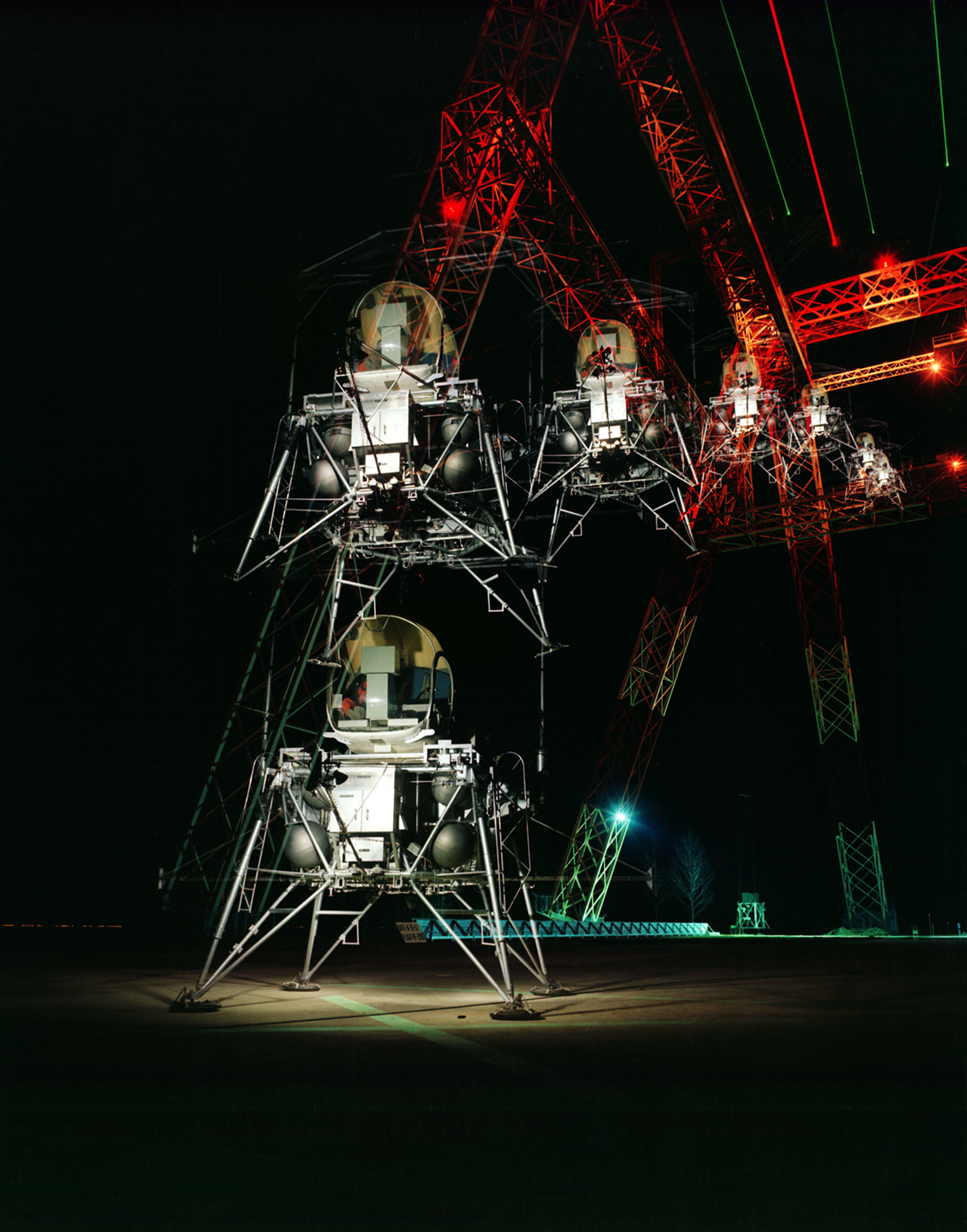
Zusammengesetzte Einzelbildaufnahmen eines simulierten Landeanflugs im LLRF

Die Lunar Landing Research Facility (LLRF; deutsch „Mondlandeforschungsanlage“) wurde 1965 in Hampton, Virginia, USA beim NASA Langley Research Center (LaRC) in Betrieb genommen. Sie sollte die Astronauten dabei unterstützen, die Mondlandefähre beim Landeanflug auf die Mondoberfläche kennenzulernen. Dies galt für die letzten 150 Fuß bis zum Aufsetzen auf dem Mond. Dazu konnte die Mondgravitation simuliert werden sowie die Eigendynamik des LM in der letzten Anflugphase. Neben der Lunar Landing Research Facility wurden zum Trainieren der Mondlandung von der NASA noch ein elektronischer Simulator und mit dem Lunar Landing Training Vehicle ein frei fliegender Simulator eingesetzt.

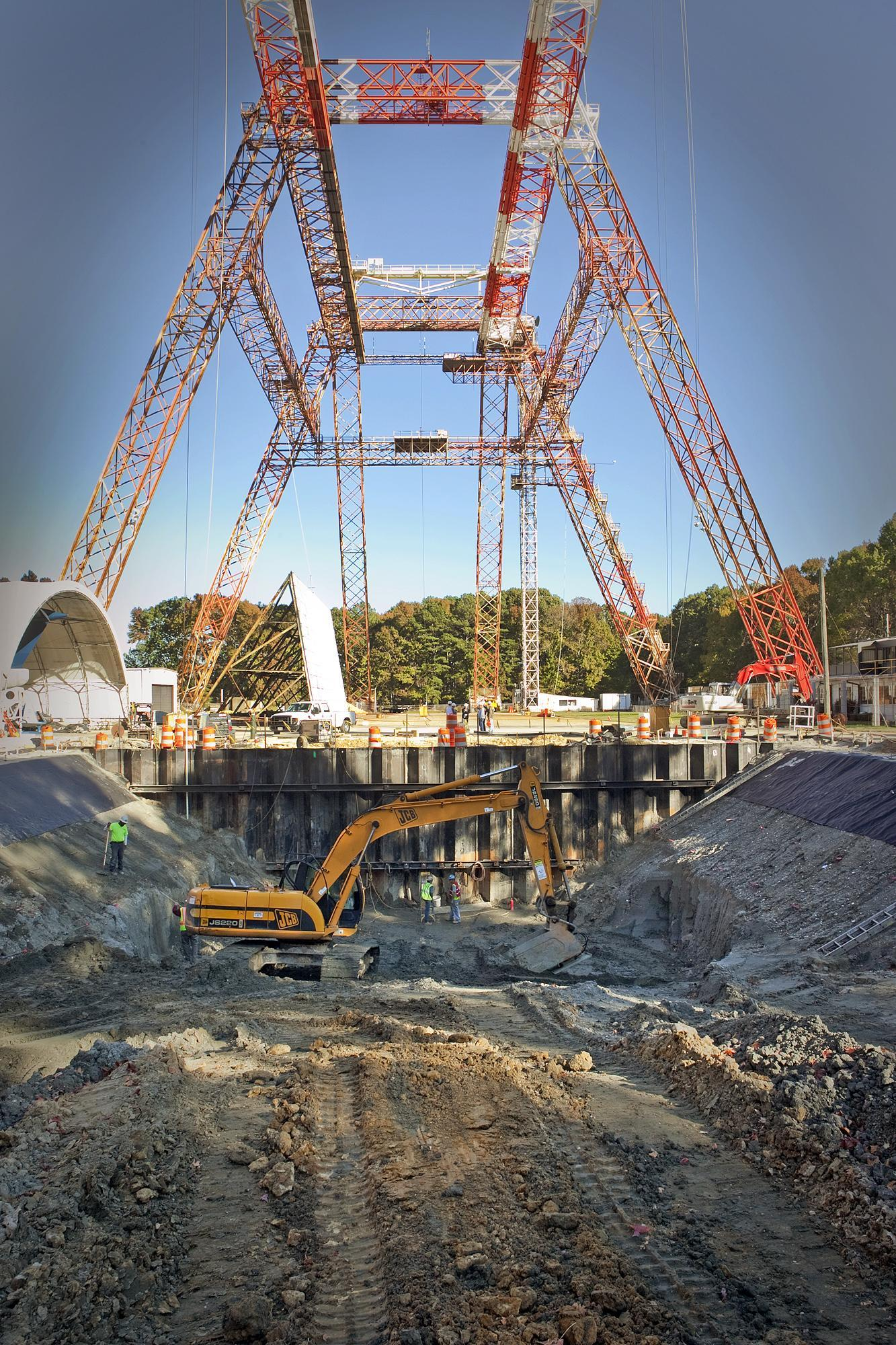
Umbau der Anlage für Wasserungstests (2010)

Die Anlage wurde von Donald Hewes und William Hewitt Phillips entwickelt. Die Idee dazu kam den beiden zwischen 1962 und 1963. Das Prinzip der Anlage beruhte darauf, fünf Sechstel der Erdgravitation durch ein an Stahlkabeln aufgehängtes Landegestell einzusparen. Das restliche Sechstel entsprach dann der Gravitation auf dem Mond. Das ganze konnte mittels einer Krantraverse bewegt werden, so dass ein Landeanflug simuliert werden konnte.
Die Steuerung funktionierte mit hydraulischen Systemen, angetrieben von Servomotoren, die die Traverse immer senkrecht über dem Trainingslander halten sollte. Das ganze Kabelsystem inklusive der Steuerung war allerdings sehr schwingungsanfällig und daher unberechenbar. Es dauerte eine geraume Zeit, bis die NASA-Ingenieure die Kinderkrankheiten im Griff hatten und eine reibungslose Trainingssituation garantiert werden konnte. Damit die trainierenden Astronauten nicht abstürzten, oder das LM nicht über das Ende der Anlage hinausschießen konnte, waren entsprechende Sicherungssysteme eingebaut.
Um die Trainingssituation möglichst authentisch zu gestalten, wurde der Boden wie die Mondoberfläche modelliert und ein Ende der Anlage mit einer schwarzen Wand verkleidet, die den Mondhimmel darstellen sollte.
Zusätzlich bestand sogar die Möglichkeit im Reduced Gravity Walking Simulator (RGWS) einen Mondspaziergang zu trainieren.
Derzeit dient das Gerüst als Strukturtestanlage für neu entwickelte Flugzeuge und Fluggeräte, indem diese an der Krantraverse hängend hochgezogen und dann ausgeklinkt werden. Die Benennung lautet heute Impact Dynamics Facility.